# Ri Yong-ho (phó nguyên soái)
Ri Yŏng Ho (cũng viết là Ri Yeong Ho, chosŏn'gŭl: 리영호, chữ Hán: 李英浩) là Phó Nguyên soái, nguyên Tổng Tham mưu trưởng Quân đội Nhân dân Triều Tiên, nguyên Phó Chủ tịch Ủy ban Quân sự Trung ương Đảng Lao động Triều Tiên, nguyên Ủy viên Thường trực Bộ Chính trị Đảng Lao động Triều Tiên.
Phó Nguyên soái Ri Yŏng Ho sinh ngày 5 tháng 10 năm 1942 ở quận T'ongch'ŏn, tỉnh Kangwŏn. Tháng 8 năm 1959, ông gia nhập Quân đội Nhân dân Triều Tiên. Ông tốt nghiệp Đại học Tổng hợp Quân sự Kim Nhật Thành. Ông đã trải qua nhiều cương vị, từ Tham mưu trưởng sư đoàn, trưởng ban tác chiến quân đoàn, Phó Cục trưởng Cục Tác chiến Bộ Tổng tham mưu, Phó Tổng tham mưu trưởng kiêm Cục trưởng Cục Quân huấn.
Tháng 2 năm 2009, ông được cử làm Tổng Tham mưu trưởng Quân đội Nhân dân Triều Tiên.. Tháng 9 năm 2010, ông được phong hàm Phó Nguyên soái, rồi được bầu làm Phó Chủ tịch Ủy ban Quân sự Trung ương Đảng. Ông cũng phụ trách lên kế hoạch trận pháo kích vào đảo Diên Bình của Hàn Quốc vào tháng 11 năm 2010. Với tư cách lãnh đạo quân đội, ông Ri thường xuyên xuất hiện tại các sự kiện của nhà nước bên cạnh lãnh tụ Bắc Triều Tiên Kim Jong-il và cũng là một trong bảy người đi bên cạnh Kim Jong Un khi ông này đưa linh cữu cha tại quốc tang Kim Jong-il tháng 12 năm 2011.
Ngày 16 tháng 7 năm 2012, các phương tiện truyền thông nhà nước Bắc Triều Tiên đã thông báo Ri Yong-ho đã được miễn nhiệm tất cả các chức vụ do tình trạng bệnh tật. Phát ngôn viên Bộ Thống nhất Hàn Quốc nhận xét rằng điều này là "rất bất thường".